# Always (торгова марка)
Always — торгова марка засобів жіночої гігієни, виробництва Procter & Gamble. Вперше була представлена на ринку США в 1983 році.
Бренд Always продається в Японії, Сінгапурі, Індії, Китаї, Південній Кореї, Філіппінах, Таїланді , Гонконгу, Тайвані, Австралії та Індонезії під назвою Whisper, в Італії — Lines, в Туреччині під назвою Orkid, в Іспанії і Португалії — під назвами Evax і Ausonia.
Procter & Gamble є одним з американських і світових лідерів у виробництві та продажу засобів жіночої гігієни. Маркетинг продукції здійснюється через сайт BeingGirl.

## Основні продукти
Гігієнічні прокладки випускаються в декількох варіантах, що відрізняються товщиною, довжиною та наявністю або відсутністю «крилець».
- Always Normal
- Always Ultra Normal Plus
- Always Ultra Super Sensitive Plus
- Always Ultra Normal Sensitive Fresh
- Always Ultra Super Plus
- Always Ultra Night
- Always Ultra Standard
- Always Ultra Fresh Normal
- Always Platinum
- Always Classic
- Always Classic Sensitive